# لاك ساني (كيبك)
لاك ساني (بالإنجليزية: Lac-Santé, Quebec)‏ هي منطقة سكنية تقع في كندا في Matawinie Regional County Municipality. يقدر عدد سكانها بـ 0 نسمة ومساحتها 16.90 كم2 .